# Kouloumfardou
Kouloumfardou (auch: Belbélec, Kolumfardo, Koulan Fardou, Kouloum Fardou, Koulounfardo, Kouloun Fardou, Koulombardo) ist ein Dorf in der Landgemeinde Goudoumaria in Niger.

## Geographie
Das von einem traditionellen Ortsvorsteher (chef traditionnel) geleitete Dorf liegt rund 22 Kilometer nordwestlich des Hauptorts Goudoumaria der gleichnamigen Landgemeinde und des gleichnamigen Departements Goudoumaria, das zur Region Diffa gehört. Zu den weiteren Siedlungen in der Umgebung von Kouloumfardou zählen Boutti im Nordosten sowie Djougoumaram und Garoua im Südosten.
Kouloumfardou befindet sich auf einer Höhe von 335 m in der Zone der fruchtbaren Mulden von Maïné-Soroa und hat den Charakter einer Oase.

## Geschichte
Kouloumfardou wurde im 17. Jahrhundert von einem islamischen Anführer namens Cheikh Abdoullahi und 40 seiner Anhänger gegründet. Das Dorf wurde bald von Tuareg angegriffen und verwüstet. Die wachsende religiöse Bruderschaft von Cheikh Abdoullahi genoss hohes Ansehen, zerstreute sich jedoch nach dessen Tod im Jahr 1688. Cheikh Abdoullahis Bruder Omar und dessen Nachfolger verwalteten danach das Land zwischen Kouloumfardou und Gueskérou im Auftrag des Reichs Bornu.

## Bevölkerung
Bei der Volkszählung 2012 hatte Kouloumfardou 450 Einwohner, die in 77 Haushalten lebten. Bei der Volkszählung 2001 betrug die Einwohnerzahl 399 in 77 Haushalten und bei der Volkszählung 1988 belief sich die Einwohnerzahl auf 1047 in 261 Haushalten.
In Kouloumfardou wird der Kanuri-Dialekt Kwayam gesprochen.

## Wirtschaft und Infrastruktur
In Kouloumfardou wird ein Markt abgehalten. Mit einem Centre de Santé Intégré (CSI) ist ein Gesundheitszentrum im Ort vorhanden. Es gibt eine Schule. Das nigrische Unterrichtsministerium richtete 1996 gemeinsam mit dem Welternährungsprogramm der Vereinten Nationen zahlreiche Schulkantinen in von Ernährungsunsicherheit betroffenen Zonen ein, darunter eine für Kinder transhumanter Hirten in Kouloumfardou.